# Lawrence O’Donnell
Lawrence O’Donnell (ur. 7 listopada 1951 w Bostonie) – amerykański scenarzysta i doradca polityczny.

## Życiorys
Od 1989 do 1992 roku pełnił funkcję doradcy senatora Daniela Patricka Moynihana.
Pracował przy produkcji dwóch pierwszych sezonów serialu Prezydencki poker, w 2003 roku był odpowiedzialny za produkcję serialu Mister Sterling. W 2010 roku rozpoczął prowadzenie emitowanego w MSNBC programu The Last Word with Lawrence O’Donnell.

## Poglądy
Zdecydowany przeciwnik prezydenta Donalda Trumpa. W 2010 roku przyznał, że jest socjalistą.